# Типчилештово
Типчиле́штово (болг. Тъпчилещово) — село в Тирговиштській області Болгарії. Входить до складу общини Омуртаг.

## Населення
За даними перепису населення 2011 року у селі проживали 59 осіб.
Національний склад населення села:
| Національність   | Кількість осіб | Відсоток |
| ---------------- | -------------- | -------- |
| болгари          | 32             | 62,7%    |
| цигани           | 16             | 31,4%    |
| турки            | 3              | 5,9%     |
| інша             | 0              | 0%       |
| не визначились   | 0              | 0%       |
| Всього відповіли | 51             |          |

Розподіл населення за віком у 2011 році:
Динаміка населення: